# José Roberto Wright
José Roberto Ramiz Wright (Rio de Janeiro, 7 de setembro de 1944) é um comentarista de arbitragem e ex-árbitro de futebol brasileiro. Foi árbitro em quatro partidas da Copa do Mundo de Futebol de 1990, que se foi sediada na Itália.
Foi considerado pela Federação Internacional de História e Estatística de Futebol (IFFHS) como melhor árbitro da Copa do Mundo de Futebol de 1990, e no mesmo ano foi considerado como Melhor árbitro do mundo. Além disso, apitou a final de Copa Libertadores de América do ano de 1991 quando o Colo Colo se consagrou campeão.
Wright foi questionado em entrevista ao programa Esporte Espetacular para qual time torcia e não titubeou em se declarar torcedor do Fluminense.  
De maio de 1998 até 2011 foi comentarista de Rede Globo. Em abril de 2012, José Roberto Wright deixou a Rede Globo por ser responsável de ter recebido denúncias por parte da Confederação Brasileira de Futebol. Atualmente é colunista do diário Lance!

## Carreira
Foi considerado pela Federação Internacional de História e Estatísticas do Futebol (IFFHS) o melhor árbitro da Copa do Mundo de 1990 e no mesmo ano, o melhor árbitro do mundo. Em 2010, a IFFHS também o apontou  como o melhor árbitro brasileiro e 23º melhor do mundo de todos os tempos. Apitou 2 finais da Copa Libertadores da América e 8 finais do Campeonato Brasileiro de Futebol.
Apitou as decisões do Campeonato Brasileiro de 1976, 1978, 1981, 1982 (primeira e segunda partida), 1991 e 1992; da Copa dos Campeões do Brasil de 1978; do Campeonato Carioca de 1978, 1979, 1982, 1984, 1985 e 1993 (primeira partida) e da Copa Libertadores de 1986 e 1991.
Wright é lembrado pelos torcedores do Atlético Mineiro pela histórica partida da Liberadores de 1981, quando ele encerrou prematuramente uma partida entre Atlético e Flamengo. Wright expulsou cinco jogadores do Galo, o que fez a partida terminar antes e eliminou os alvinegros da competição. O jornal inglês The Guardian reviveu a partida e chamou o clássico pela competição continental de "farsa" . Em entrevista no quadro "Senhor Juiz", do programa Esporte Espetacular, Wright declarou que mesmo se na época existisse árbitro de vídeo faria exatamente a mesma coisa: "Se eu não tivesse avisado os jogadores antes que a próxima seria vermelho, diria que um amarelo poderia até segurar. Mas pelo clima do jogo não tinha mais como, os jogadores não estavam respeitando mais" .
José Roberto Wright foi o árbitro da partida final do Campeonato Carioca de 1985, entre Fluminense e Bangu, que terminou em grande confusão devido à alegação dos banguenses de que houvera um pênalti não marcado já nos acréscimos do segundo tempo de jogo. O resultado final deu o tricampeonato ao Fluminense. Em entrevista dada à época, José Roberto Wright se defendeu dizendo que não viu o lance pois estava longe e de costas, e que já iria apitar o final da partida. Por conta do ocorrido, o bicheiro Castor de Andrade e seus seguranças invadiram o gramado na tentativa de agredir José Roberto Wright.
Atualmente é colunista do jornal Lance!, e desde maio de 1998 foi comentarista da Rede Globo, ficando até 2011
Em abril de 2012, José Roberto Wright deixou a Rede Globo para ser ouvidor da entidade e responsável por receber reclamações na CBF.